# Hrob a pomník obětem pochodu smrti (Bernartice)
Společný hrob a pomník obětem pochodu smrti se nachází na hřbitově v Bernarticích v okrese Jeseník v Olomouckém kraji. Společný hrob a pomník je kulturní památkou ČR. Hrob je evidován v centrální evidenci válečných hrobů (CZE-7102-07451).

## Historie
V lednu 1945 začala evakuace koncentračního tábora Osvětim a Březinka. Tisíce vězňů se vydaly na tzv. pochod smrti na západ. Trasa transportu vězňů procházela koncem ledna 1945 severní části Jesenicka a také obcí Bernartice. Na hřbitově v Bernarticích je pohřbeno devět vězňů, kteří byli zastřeleni ranou do týla.

## Popis
Společný hrob byl vymezen pískovcovým obrubníkem a zaujímal asi tři hrobová místa. Původně pomníček asi 70 cm vysoký z umělého kamene, na kterém byla černá mramorová deska s nápisem: ZDE ODPOČÍVÁ 9 OBĚTÍ NACISTY UBITÝCH NA POCHODU SMRTI ROKU 1945. Hrobové místo bylo upraveno a dle současných fotografií hrob překrývají tři hrobové desky. Na prostřední je nápis: PAMÁTCE DEVÍTI OBĚTÍ POCHODU SMRTI 2. SVĚTOVÉ VÁLKY.

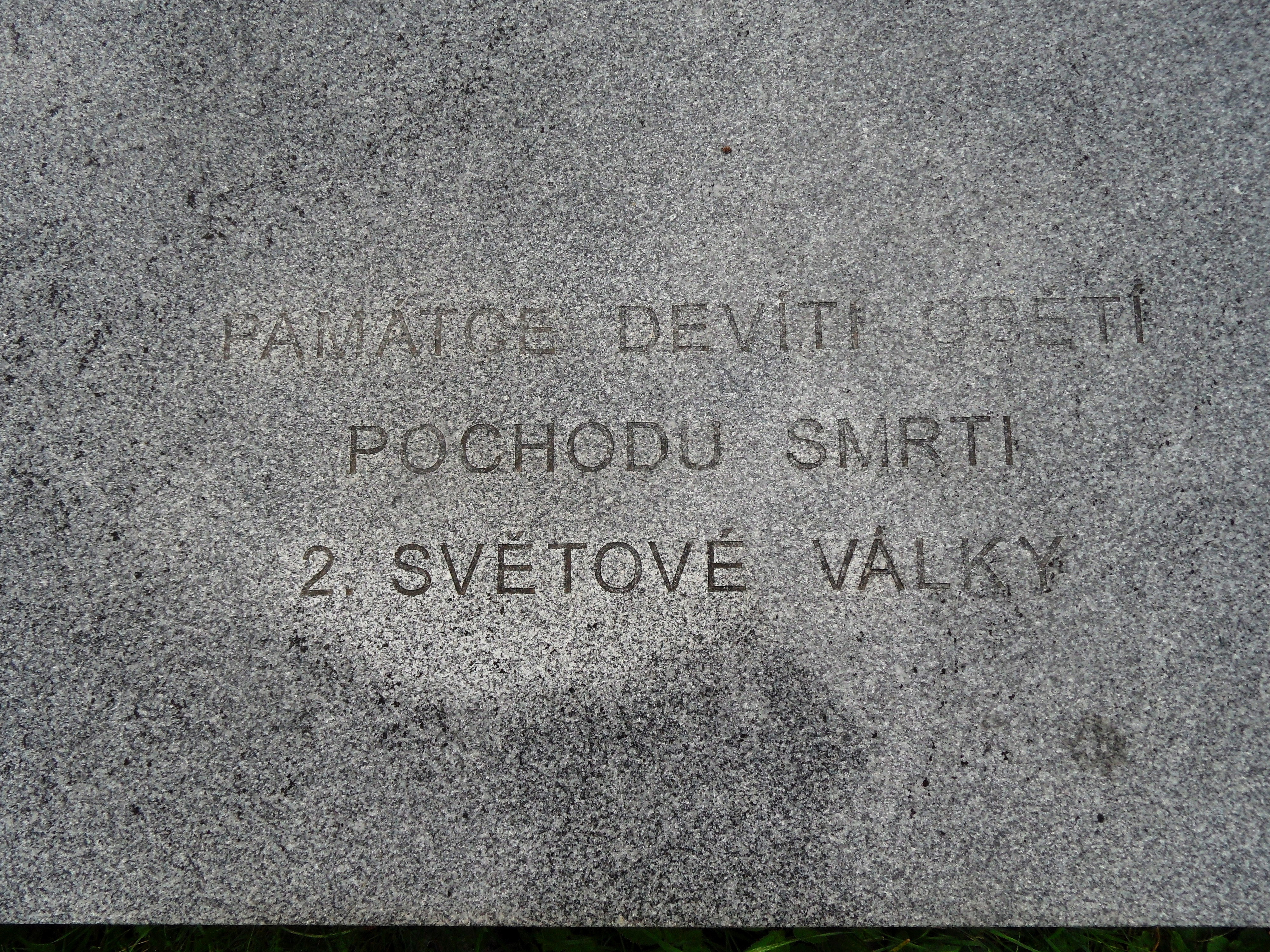
Nápis